# کارل اوله (بازیکن فوتبال)
کارل اوله (انگلیسی: Karl Uhle; ۶ ژوئیهٔ ۱۸۸۷ – ۱۲ اکتبر ۱۹۶۹) بازیکن فوتبال اهل آلمان بود.
از باشگاه‌هایی که در آن بازی کرده‌است می‌توان به باشگاه فوتبال لوکوموتیو لایپزیگ اشاره کرد.